# Yap Pow Thong
Yap Pow Thong (ur. 8 listopada 1918 w Kuala Lumpur) – malezyjski strzelec, olimpijczyk. 
Reprezentował Malezję na igrzyskach olimpijskich w 1964 roku (Tokio). Startował w trapie, w którym zajął przedostatnią, 50. pozycję.
W 1971 roku na mistrzostwach Azji w Seulu zajął ósme miejsce w konkurencji pistoletu pneumatycznego z 10 metrów (zdobył 334 punkty). Cztery lata później na mistrzostwach w Kuala Lumpur zajął szóste miejsce w tej samej konkurencji (354 punkty).

## Wyniki olimpijskie
| Igrzyska | Konkurencja | Wynik       | Miejsce | Źródło |
| -------- | ----------- | ----------- | ------- | ------ |
| IO 1964  | Trap        | 140 punktów | 50      | [ 2 ]  |